# Oie féroïenne
L'oie féroïenne ou oie des Îles Féroé (féroïen : Føroyska Gásin) est une oie domestique originaire des îles Féroé. Elle est une des races les plus proches de la forme originelle de l'oie domestique européenne. C'est pendant l'Âge des Vikings que cette oie est arrivée de Scandinavie et de Grande-Bretagne. 
Au cours de l'ère viking, de nombreux colons norvégiens se sont installés aux îles Féroé et il est probable qu'ils aient emmené avec eux leurs oies domestiques. Ces oies ont non seulement atteint les îles Féroé, mais aussi les Orcades et les Shetland. 
De par leur isolement îlien, les oies féroïennes ont subi moins de modifications que les autres oies domestiques européennes. Elles ont d'ailleurs développé une culture ansérine spécifique aux Îles Féroé. 

## Unecultureansérine ancienne

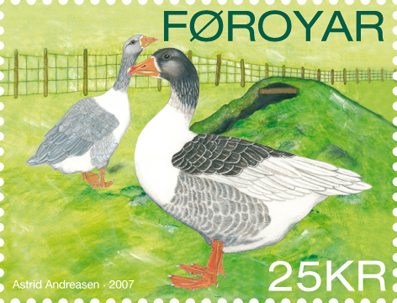
Timbre des Îles Féroé représentant deux oies féroïennes en enclosure.

Comme il n'y a pas de prédateur dans les Îles Féroé, une culture ansérine spécifique s'est développée sans équivalent dans les pays voisins. De mai à octobre, les troupeaux d'oies peuvent paître librement dans l'environnement et se nourrir exclusivement de juteuse herbe courte d'été, sans alimentation complémentaire. À la fin de l'automne, on conduit les bêtes dans les enclosures, où elles circulent librement parmi les cultures afin d'être engraissées. Dans certains villages, selon la qualité des enclosures, les oies ne reçoivent pas d'alimentation complémentaire. 
Cependant, la plupart du temps, on nourrit les oies pendant les périodes neigeuses et juste avant et pendant la pondaison.
Après quatre ou cinq semaines en parcours restreint, au mois de décembre, quand les oies atteignent 4-5 kg, on procède à l'abattage. 
Les oies ont été pendant longtemps une volaille très fréquente dans les fermes. Toute ferme avait son troupeau qui pouvait paître librement dans les environs. 

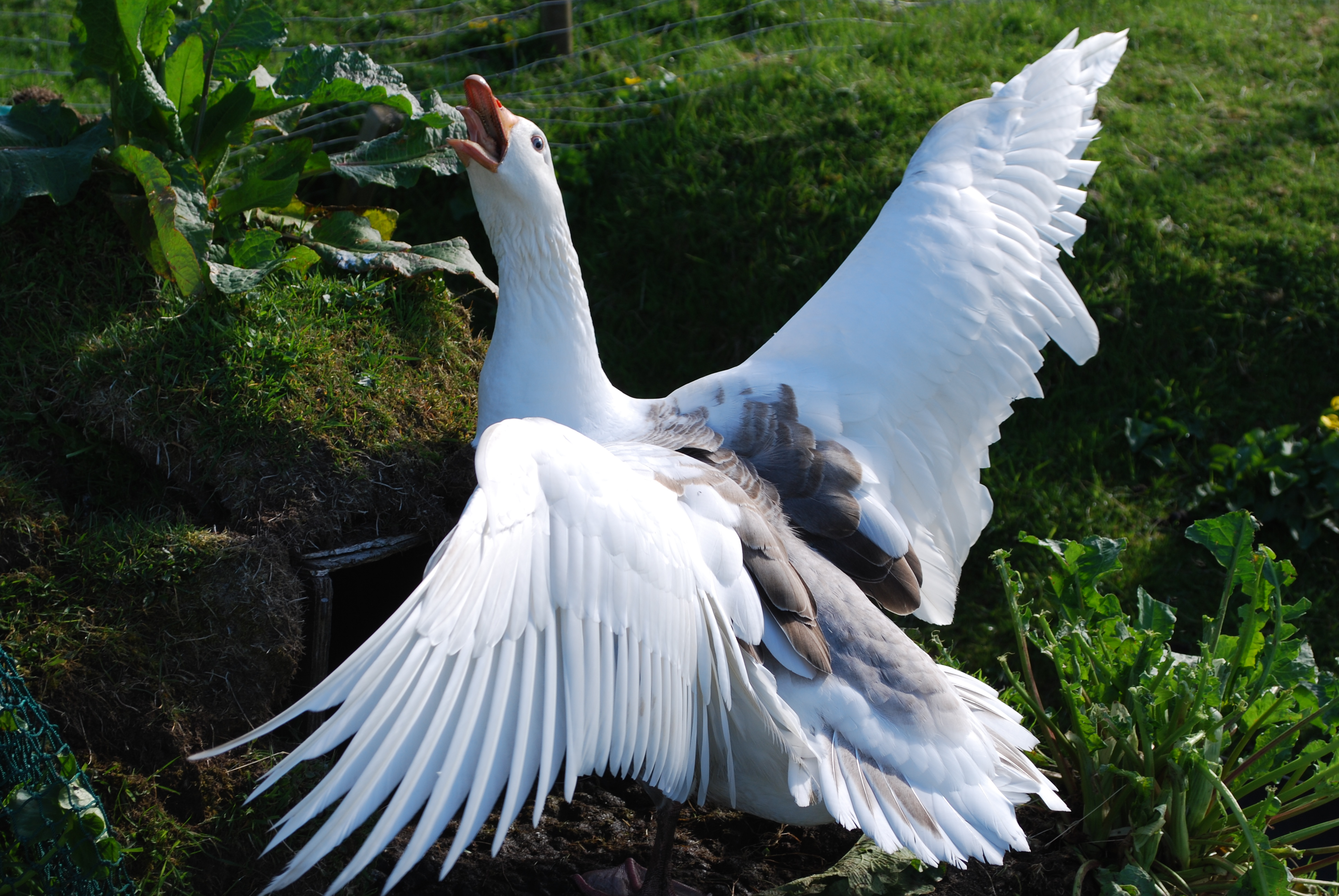
Oie féroïenne en position de défense.

## Caractéristiques
Les caractéristiques actuelles résultent de la sélection naturelle à travers les siècles. Seules les oies les plus résistantes et les plus frugales ont réussi à avoir une descendance.
C'est une oie moyenne, d'une constitution pas trop massive, une rustique ni raffinée, ni soignée. Elle est très robuste et résiste aux intempéries et aux maladies dans un climat rude. Elle est rustique et avide. Elle a une viande bien juteuse. Elle est d'un tempérament vif et devrait être enfermée pendant la période de reproduction. 
Il existe environ 20 termes en féroïen pour décrire les variétés de couleurs et de dessins. La plupart des oies féroïennes sont maintenant le résultat de croisements très progressifs avec d'autres races. C'est pour cela que depuis de nombreuses années des particuliers plaident pour la conservation de la race originelle.

## Élevage

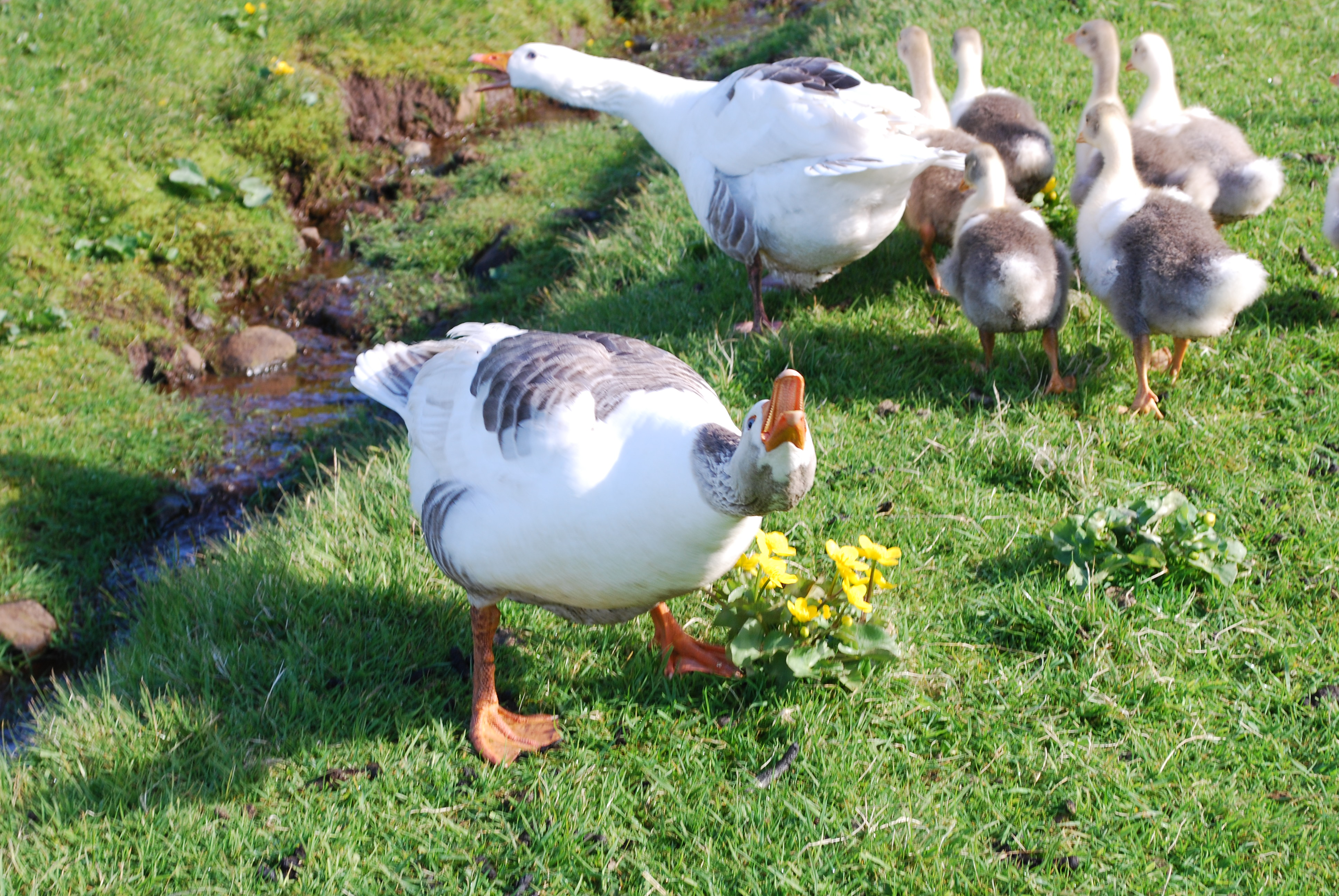
Famille d'oies féroïennes en enclosure.

En dehors des îles Féroé, on retrouve de petites populations d'oies féroïennes au Danemark, en Norvège, dans les Shetland et en Allemagne.

## Utilisation
Même s'il est encore répandu de constituer des provisions pour l'hiver en salant et séchant la viande d'oie comme le poisson séché à la norvégienne ou bien en la fumant comme le faisaient les Vikings, à l'heure actuelle l'oie reste majoritairement un plat typique et traditionnel du repas de Noël.